# Panzer-Brigade XIII
Die Panzer-Brigade XIII war während des Zweiten Weltkriegs ein gepanzerter Kampfverband der Wehrmacht.

## Geschichte
Der Kampfverband wurde im März 1945 aufgestellt und wurde Panzer-Brigade XIII oder Panzer-Kampfgruppe XIII genannt. Hierfür wurden u. a. mobilisierte Ersatztruppenteile, hauptsächlich aus dem Wehrkreis XIII, herangezogen. Aber auch die Schulen, Lehrgänge und das HJ-Panzervernichtungsbataillon Franken ging im Kampfverband auf. Für die Aufstellung kam die Panzer-Kampfgruppe XIII unter das Kommando von Oberst Eugen Freiherr von Massenbach, wodurch der Name Panzer-Kampfgruppe von Massenbach entstand. Die Unterstellung erfolgte unter das XIII. SS-Armeekorps.
Nach seinem Kommandeur wurde die Brigade auch Kampfgruppe Hobe oder Panzer-Brigade von Hobe genannt. Oberstleutnant Cord von Hobe hatte auf Befehl der 1. Armee am 7. April 1945 diese Einheit übernommen.
Die Brigade kämpft in Bayern u. a. gegen die 12. US-Panzerdivision. Zeitweise bestand die Einheit aus etwa 60 Panzern, wobei aber diese aufgrund unterschiedlichster Probleme, wie der Mangel an Treibstoff und Munition, aber auch das fehlende Zusammengehörigkeitsgefühl, nie wirklich effektiv eingesetzt werden konnten. Ein Großteil der Panzer wurde letztendlich von den Deutschen gesprengt. Am Ende waren nur noch 5 Panzer übrig.
Der Kampfverband bestand bis 5. Mai 1945.

## Kommandeure
- Oberst Eugen Freiherr von Massenbach: März/April 1945
- Oberstleutnant/Oberst Cord von Hobe: April/Mai 1945